# Ngawang Künga Sönam
Ngawang Künga Sönam (1597-1659) was van 1620 tot 1659 de zevenentwintigste sakya trizin, de hoogste geestelijk leider van de sakyatraditie in het Tibetaans boeddhisme.